# Porzeczka biała
Porzeczka biała (Ribes niveum Lindl.) – gatunek krzewu należący do rodziny agrestowatych (Grossulariaceae). Występuje w zachodniej części Ameryki Północnej (północno-zachodniej części USA). Gatunek nazwany jest od białych kwiatów – jego owoce po dojrzeniu są fioletowe do niebieskoczarnych. Są jadalne, ale bardzo kwaśne.
Uprawiane porzeczki o białych owocach zwane „białą porzeczką” są albinotycznymi odmianami powstałymi z porzeczki zwyczajnej Ribes rubrum i skalnej R. petraeum (np. 'Juteborg', 'Długogronkowa Biała', 'Wersalska Biała').

## Morfologia
PokrójKrzew o wysokości do 3 m, pędy wzniesione i łukowato przewisające (korzeniące się na końcach).
LiścieNagie do owłosionych, ogonkowe (ogonek od 0,5 do 5 cm), blaszka liściowa zwykle 3- lub 5-klapowa, do 5 cm długości.
KwiatyObupłciowe, drobne, zebrane po 2–4 w zwisających gronach. Hypancjum białe do zielonego, dzwonkowate, o średnicy do 3 mm. Działki kielicha białe do jasnoróżowych, mocno odgięte, osiągają do 8 mm długości. Płatki białe, prosto wzniesione, do 3 mm długości. Pręciki do trzech razy dłuższe od płatków.
OwoceJagody żółtozielone, po dojrzeniu fioletowo do czarnoniebieskich, o średnicy od 5 do 12 mm.

## Biologia i ekologia
Roślina wieloletnia, nanofanerofit. Kwitnie od kwietnia do lipca. Rośnie nad strumieniami i na zboczach górskich.